# Doriot-Flandrin
Doriot-Flandrin war ein französischer Hersteller von Automobilen.

## Unternehmensgeschichte
Auguste Doriot und Ludovic Flandrin, die zuvor für Peugeot und Établissements Clément-Bayard tätig waren, gründeten 1906 das Unternehmen in Courbevoie und begannen mit der Produktion von Automobilen. Der Markenname lautete Doriot-Flandrin. 1908 endete die Produktion. Im gleichen Jahr gründeten sie gemeinsam mit den Brüdern Alexandre und Jules-René Parant das neue Unternehmen Doriot, Flandrin et Parant.

## Fahrzeuge
Das einzige Modell war eine Voiturette. Für den Antrieb sorgte ein Einzylindermotor mit 1100 cm³ Hubraum. Der Motor war vorne im Fahrzeug montiert und trieb über eine Kardanwelle die Hinterachse an. Eine andere Quelle beschreibt einen Vierzylinder-Motor mit 65 mm Bohrung und 120 mm Hub, somit 1593 cm³ Hubraum. Vierganggetriebe. Radstand 2930 mm.